# Роберт Стірлінг
Роберт Стірлінг (англ. Robert Stirling; 25 жовтня 1790 Клоґ Фарм, Шотландія — 6 червня 1878 Ґалстон, Шотландія) — шотландський інженер і винахідник. Відомий як творець двигуна, що носить його ім'я.

## Життєпис
Стірлінг народився у Клоґ Фармі недалеко від Метвена, (Шотландія). Він був третьою дитиною у сім'ї, а всього дітей було восьмеро. Від батька він успадкував великий інтерес до конструювання техніки, але вивчав богослів'я і став священиком Шотландської Церкви у містечку Лайф Кірк в 1816 році.
У 1819 році Роберт Стірлінг одружився з Джиною Ренкін. У них було семеро дітей, двоє з них: Патрік Стірлінг і Джеймс Стірлінг стали інженерами-розробниками локомотивів.
Стірлінг помер у Ґалстоні, Східний Ершир Шотландія в 1878 році.

## Наукова і технічна діяльність

### Тепловий двигун
Стірлінг був досить занепокоєний травматизмом робітників, що працювали в його приході з паровими двигунами. Ці двигуни часто вибухали через низьку якість металу, з якого вони виготовлялися. Більш міцнішого матеріалу в ті роки не існувало. Стірлінг вирішив удосконалити конструкцію теплового двигуна зробивши його більш безпечним.
Стірлінг придумав пристрій, який він назвав «економ тепла» (зараз такий пристрій називають регенератором або теплообмінником). Ці пристрої служить для підвищення теплової ефективності різних процесів. Стірлінг одержав патент на двигун з «економом тепла» в 1816 році. Двигун Стірлінга не може вибухнути, потому що працює при більш низькому тиску, ніж парова машина, і не може спричинити опіки парою. У 1818 році він побудував перший практичний варіант свого двигуна і використав його в насосі для відкачування води з кар'єра.
Теоретичних основ роботи двигуна Стірлінга не існувало до тих пір, поки не з'явилася робота Саді Карно. Карно розробив і опублікував у 1825 році загальну теорію роботи теплових двигунів, з якого цикл Стірлінга будується аналогічним чином.
В подальшому Стірлінг разом зі своїм братом Джеймсом одержав ще декілька патентів на удосконалення повітряного двигуна. А в 1840 році Джеймс побудував великий повітряний двигун для приведення всіх механізмів в своїй ливарній компанії.

### Оптичні інструменти
Проживаючи в Кілмарноці, Стірлінг співпрацював з іншим винахідником — Томасом Мортоном, який давав у користування Стірлінгу все своє обладнання та інструменти для проведення дослідів. Вони обидва цікавилися астрономією. У Мортона Стірлінг навчився шліфувати лінзи, після чого винайшов ряд оптичних приладів.

### Бесемерівський процес
У листі від 1876 року Роберт Стірлінг визнав важливість нового винаходу Генрі Бессемера — бесемерівський процес виробництва сталі, який зробив парові двигуни безпечними, а вони, в свою чергу, загрожували зробити повітряний двигун анахронізмом. Разом з тим він також виразив сподівання, що нова сталь дозволить підвищити ефективність і його повітряних двигунів.